# Nitidulidae
I Nitidulidi (Nitidulidae Latreille, 1802) sono una famiglia di coleotteri appartenente alla superfamiglia Cucujoidea.

## Descrizione
Sono minuti coleotteri detriticoli, infestanti delle derrate alimentari; di origine subtropicale o tropicale.
Adulti con antenne vistosamente clavate ed elitre maculate che non ricoprono mai gli ultimi segmenti addominali.

## Tassonomia
La famiglia comprende le seguenti sottofamiglie e tribù:
- Sottofamiglia Calonecrinae Kirejtshuk, 1982

- Sottofamiglia Maynipeplinae Kirejtshuk, 1998

- Sottofamiglia Epuraeinae Kirejtshuk, 1986
  - Tribù Epuraeini Kirejtshuk, 1986
  - Tribù Taenioncini Kirejtshuk, 1998
- Sottofamiglia Carpophilinae Erichson, 1842
- Sottofamiglia Amphicrossinae Kirejtshuk, 1986

- Sottofamiglia Meligethinae Thomson, 1859

- Sottofamiglia Nitidulinae Latreille, 1802
  - Tribù Cychramini Gistel, 1848
  - Tribù Cychramptodini Kirejtshuk and Lawrence, 1992
  - Tribù Cyllodini Everts, 1898
  - Tribù Lawrencerosini Kirejtshuk, 1991
  - Tribù Mystropini Murray, 1864
  - Tribù Nitidulini Latreille, 1802

- Sottofamiglia Cillaeinae Kirejtshuk and Audisio, 1986

- Sottofamiglia Cryptarchinae Thomson, 1859
  - Tribù Arhinini Kirejtshuk, 1987
  - Tribù Cryptarchini Thomson, 1859
  - Tribù Eucalosphaerini Kirejtshuk, 1987
  - Tribù Platyarchini Kirejtshuk, 1998

- Sottofamiglia Cybocephalinae Jacquelin du Val, 1858

### Alcune specie

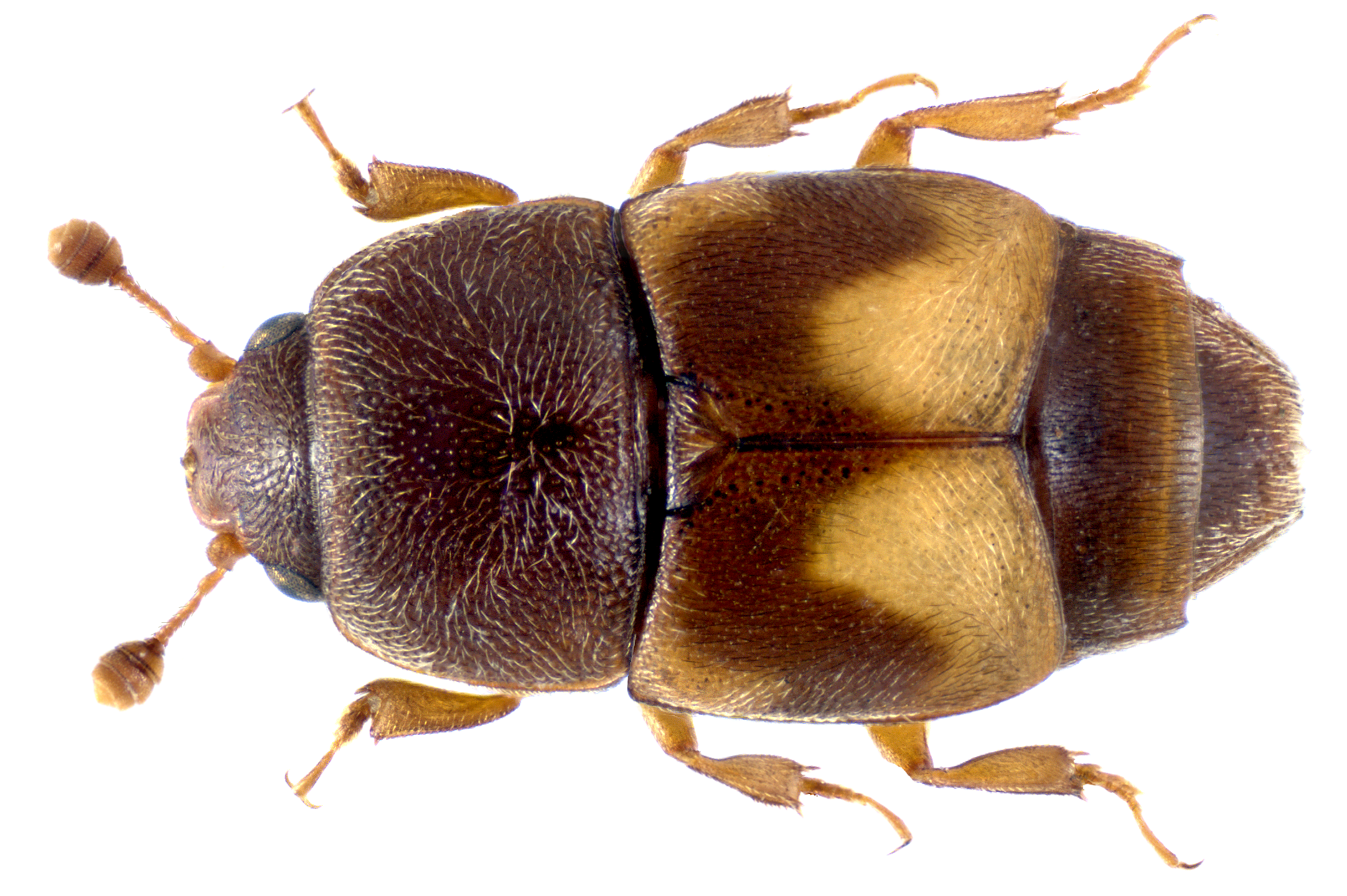
Carpophilus hemipterus Carpophilinae
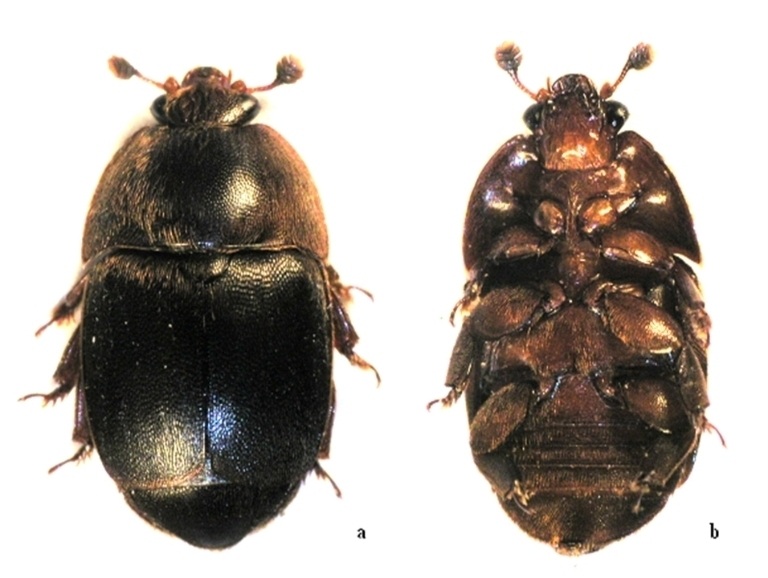
Aethina tumida Nitidulinae